# Nekopara
Nekopara (ネコぱら?) es una serie de novelas visuales para adultos desarrolladas por Neko Works y publicados por Sekai Project. La saga está situada en un mundo donde los humanos viven junto a chicas gato, conocidas como “Nekos”, y es posible adoptarlas como mascotas.
El primer juego en la serie, Nekopara Vol. 1, fue lanzado el 30 de diciembre de 2014. Un OVA para todo público fue lanzado en Steam en diciembre de 2017, convirtiéndose en uno de los artículos más vendidos en la plataforma de ese mes. Una adaptación al anime de doce episodios producida por Felix Film se estrenó el 9 de enero de 2020 y concluyó  en el mes de marzo de ese mismo año.
La palabra Nekopara significa Paraíso de los gatos, pues es la combinación de la palabra japonesa Neko (猫、ねこ), que significa Gato, y de la abreviación de la palabra inglesa Paradise, qué significa Paraíso.

## Sinopsis
Kashou Minaduki es un aspirante a cocinero que se muda de casa para abrir su propia pastelería. Mientras desempaca en su nueva tienda, descubre que dos de las Nekos de su familia, Chocola y Vanilla, vinieron con él escondidas en cajas de cartón. Después de que las dos Nekos convenzan a Kashou para que les deje quedarse a vivir con él, los tres trabajan juntos para llevar su cafetería, La Soleil. Durante la historia, Kashou recibe un par de visitas de su hermana menor Shigure y de las otras cuatro Nekos que posee su familia.

## Gameplay
Nekopara es una serie de  novelas visuales para adultos, por lo que la mayor parte del videojuego consiste en que el jugador lea la historia del juego. Nekopara no ofrece elecciones al jugador durante el desarrollo del juego (gameplay), y éste no tiene ninguna influencia en la historia.  Los juegos están completamente interpretados por Seiyū (excepto el protagonista) y utilizan un sistema llamado "E-mote", que permite animar a los personajes dentro del juego, para no tener que utilizar sprites estáticos. Nekopara Vol. 0 añadió una característica nueva donde el jugador puede hacer clic en las personajes dentro del juego, para "acariciarlas".  Las personajes reaccionarán de formas diferentes en función de donde las acaricie el jugador.

## Trama

### Vol. 1
Kashou Minaduki es un aspirante a chef que se va de casa para abrir su propia confitería.  Mientras está desempaquetando en su tienda nueva, descubre que dos Nekos de su familia, Chocola y Vainilla, vinieron con él escondidas en cajas de cartón. Tras convencer las dos Nekos a Kashou para dejarles vivir con él, los tres trabajan juntos para sacar adelante la tienda, La Soleil. Durante la historia, Kashou recibe un par de visitas de su hermana pequeña Shigure y las otras cuatro Nekos que pertenecen a su familia.

### Vol. 0
Esta precuela al primer volumen sigue un día en la vida de Shigure y las seis chicas gato en su casa con su familia. Con casi ninguna implicación del protagonista anterior Kashou Minaduki.

### Vol. 2
Shigure y las otras cuatro nekos: Azuki, Cinnamon, Maple, y Coconut, empiezan trabajar en La Soleil. Esta parte se centra principalmente en Azuki y Coconut y su relación, a veces contenciosa, cuando discuten para encontrar su sitio en la tienda.

### Vol. 3
La historia de La Soleil continúa. Esta parte gira en torno a Cinnamon, Maple, y su fuerte relación cuando esta última intentaba hacer un sueño realidad.

### Vol. 4
La Soleil y la familia Minaduki se preparan para entrar en la temporada navideña. Esta parte se centra principalmente en Kashou y en descubrir lo que realmente significa hornear para él para que pueda enorgullecer a su mentor y ganarse la aprobación de su padre.

### Extra
Ocurriendo seis meses antes del primer volumen, esta entrega se centra en el pasado de la casa de la familia Minaduki, cuando Chocola y Vanilla eran crías esforzándose para adaptarse a la familia.

## Personajes
Kashō Minaduki (水無月 嘉祥 Minazuki Kashō?)
 Seiyū: Shin'nosuke Tachibana
El protagonista de la serie. Kashou desciende de una familia de chefs, y decide irse de casa para abrir su propia confitería.
Chocola (ショコラ Shokora?)
 Seiyū: Maki Tomonaga (bajo el seudónimo de Himari en novelas visuales); Yuki Yagi (anime)
Chocola es una alegre y energética Neko de pelo marrón-chocolate. Es muy cariñosa con Kashou, y le llama "maestro". No puede soportar la idea de separarse de él, así que le acompañó cuando se mudó a su tienda nueva. Es la hermana gemela de Vanilla.
Vanilla (バニラ Banira?)
 Seiyū: Yuka Inokuchi (acreditada como Amu Nakamura en novelas visuales); Iori Saeki (anime)
Vanilla es una Neko tranquila y de pelo color blanco-vainilla. Rara vez expresa sus emociones, convirtiéndola en una especie de personaje kūdere. Quiere mucho a su hermana gemela Chocola, y la seguirá allá donde vaya. Chocola y Vanilla son las Nekos más jóvenes de la familia Minaduki.
Shigure Minaduki (水無月 時雨 Minazuki Shigure?)
 Seiyū: Emi Sakura (novelas visuales); Mai Nagai (OVA); M.A.O (anime)
La hermana pequeña de Kashou. Parece tener sentimientos románticos hacia Kashou de una manera incestuosa. Ella y su hermano mayor son los dueños de las Neko de la familia Minaduki.
Azuki (アズキ?)
 Seiyū: Mia Naruse; Shiori Izawa (anime)
Azuki la mayor de las Neko de la familia Minaduki. A pesar de ser la mayor, tiene una personalidad maliciosa. Aun así, vive para ser la mayor de las chicas gato gestionando sin esfuerzo y liderando a sus hermanas cuando trabajan en la cafetería de Kashou. También tiene una personalidad tsundere, actuando sarcástica y duramente para esconder sus auténticas emociones. Es un gato Munchkin.
Maple (メイプル Meipuru?)
 Seiyū: Yui Ogura; Miku Itō (anime)
Maple es la segunda más mayor de las Nekos de la familia Minaduki. Tiene una personalidad madura / independiente, así como una pizca de tsundere dado que es generalmente deshonesta consigo misma. Disfruta visitando cafeterías para probar bebidas y comida diversas. Aspira a ser cantante, pero se está quedando atrás por su falta de confianza en sí misma, así como la perspectiva que sólo triunfará porque es una chica gato. Es un Curl americano.
Cinnamon (シナモン Shinamon?)
 Seiyū: Tae Okajima (OVA) (acreditada como Uyu Arisaka en las novelas visuales); Yuri Noguchi (anime)
Cinnamon es la tercera Neko de la familia Minaduki. Tiene una mente sucia, así que frecuentemente interpreta cosas de una manera sexual, y acaba excitándose. Tiene los pechos más grandes de todas las Nekos. Es muy cercana a Maple, y por eso aspira a estar a su lado para apoyar sus decisiones en la vida. Es un Fold escocés .
Coconut (ココナツ Kokonatsu?)
 Seiyū: Ryōko Tezuka (novelas visuales);  Megumi Tateishi (OVA); Marin Mizutani (anime)
Coconut es la tercera más joven de las Nekos de la familia Minaduki. Otros personajes la alaban por su personalidad "guay", pero ella desea ser más mona que guay. Sufre de baja autoestima debido a su torpeza y carencia autoproclamada de habilidades. También intenta hacer más de lo que puede para parecerse más a una hermana mayor, así como no ser una carga para Kashou y las otras chicas gato. Se descubrió que  intenta ser alguien que no es. Es un Maine Coon.

## Historial de lanzamientos
Nekopara Vol. 1, fue lanzado en dos versiones: una versión para adultos sin censura que incluye escenas de sexo explícito y desnudez, y una versión censurada para todos los públicos donde el contenido explícito está eliminado. El primer volumen, Nekopara Vol. 1, fue lanzado el 30 de diciembre de 2014.  Un Fan Disc para todos los públicos titulado Nekopara Vol. 0 fue lanzado el 17 de agosto de 2015. Nekopara Vol. 2 se lanzó el 20 de febrero de 2016. El lanzamiento de Nekopara Vol. 3 estaba previsto para el 28 de abril de 2017, pero se retrasó al 26 de mayo de 2017. Poco después de lanzar el tercer volumen, Neko Works anunció estar trabajando en el cuarto volumen. Nekopara salió en PlayStation 4 y Nintendo Switch en 2018.
Un spin-off del juego, NekopaLive, fue lanzado en Steam el 1 de junio de 2016.
Una mini novela visual basada en la infancia de Chocola y Vanilla fue confirmada para ser producida después de lograr el objetivo de $800 000  en el Kickstarter Nekopara OVA. Más tarde se anunció que el título sería Nekopara Extra, y fue lanzado el 27 de julio de 2018.

### Ventas
Para mayo de 2016, La saga Nekopara había vendido más de 500,000 copias. Para abril  de 2017, aquel número se había duplicado, superando un millón de copias.  Un año más tarde, en abril de 2018, la serie había vendido más de 2 millones de copias.

## Recepción
Hardcore Gamer valoró positivamente Nekopara Vol. 1, declarando que «Nekopara es una ligera y mullida novela visual que los seguidores de las chicas gato disfrutarán», pero aclaró que «algunos pueden ser echarse atrás por el aspecto sexual de la historia».
En la cuenta oficial de Twitter para la franquicia de videojuegos de Nekopara se anunció que se han superado las 5 millones de copias vendidas a nivel mundial. El comunicado reveló también el desarrollo de un nuevo videojuego titulado “Nekopara After – La Vrai Famille», cuyos detalles serán revelados en el futuro.

## Adaptaciones

### Anime
En julio de 2016, Sekai Project anunció una campaña de Kickstarter con el objetivo de financiar una adaptación animada para todas las edades de Nekopara. La campaña fue lanzada en diciembre de 2016, y logró su objetivo de 100,000$ (EE.UU.) "horas después" de comenzar la campaña. La campaña acabó en Kickstarter el 11 de febrero de 2017, y acumuló 963,376$ (EE.UU.) con 9,322 patrocinadores, aun así, se extendió para lograr el último objetivo. En marzo de 2017, la campaña terminó oficialmente por el "flojo soporte" de Sekai Project y recaudó un total de 1,049,552$. El 4 de diciembre de 2017, Sekai Project anunció que la OVA sería lanzada el 26 de diciembre de 2017, pero fue adelantada al 22 de diciembre de 2017 por un error de transporte de Tokyo Otaku Mode, la compañía responsable de bienes materiales.
El tema de apertura para la OVA es Baby→Lady LOVE de Ray, mientras el tema del final es ▲MEW▲△MEW△CAKE de Kotoko.
Una segunda OVA, basada en la novela visual Nekopara Extra, fue lanzada junto a la novela visual el 27 de julio de 2018. El tema del final para Nekopara Extra es Symphony  de Luce Twinkle Wink☆.
Durante el 95 acontecimiento de Comiket, est anunció que una adaptación a anime está en proceso.
El anime empezó a transmitirse el 9 de enero de 2020 y contará con 12 episodios. Funimation obtuvo la licencia de la serie fuera de Asia. Tras la adquisición de Crunchyroll por parte de Sony, la serie se trasladó a Crunchyroll obteniendo la licencia de la serie fuera de Asia.

### Manga
Una adaptación a manga ilustrada por Tam-U está actualmente siendo publicado en Dengeki G's Comic. El manga empezó su serialización en la entrega de julio de Dengeki G's Comic el 30 de mayo de 2018. Durante la Anime Expo de 2018, Sekai Project anunció que lanzaría el manga en inglés digitalmente, con el primer capítulo planificado para publicación en agosto de 2018.